# Шоптенко Олена Вікторівна
Оле́на Ві́кторівна Шопте́нко (нар. 21 грудня 1987, Київ) — українська танцюристка та хореографка, чемпіонка світу з латиноамериканських танців. Чемпіонка світу 2006 року за версією IDSA в програмі 10 танців серед молоді до 21 року, чемпіонка світу 2006 року за версією IDU з латиноамериканських танців серед молоді до 21 року, чемпіонка України 2007 року в десяти танцях серед молоді до 21 року. Переможниця, а надалі — голова хореографка та суддя українського проєкту «Танці з зірками»[джерело?].

## Біографія
Народилася 21 грудня 1987 року в Києві. Її батько, бізнесмен, займається вирощуванням печериць. Мати з двома братами працювала лікаркою-невропатологинею в Олександрівській клінічній лікарні, померла в травні 2020 року.
У червні 2013 року одружилася з Дмитром Дікусаром. У квітні 2016 року офіційно заявила про розлучення. 15 жовтня 2016 одружилася з підприємцем Олексієм Івановим.. 9 червня 2018 року народила сина Олексія.

## Хореографічна діяльність
Олена Шоптенко почала займатися танцями у 1993 році. У 2000 році разом із партнером Ігорем Григоровичем стала чемпіонкою Києва і вийшла в півфінал турніру German Open в Мангаймі. У 2005 році закінчила столичний ліцей бізнесу із золотою медаллю і відзнакою «Лекос» як найкраща випускниця року. У тому ж році вступила до Національного економічного університету.
Як танцюристка і хореографка брала участь у телевізійних проєктах «Танці з зірками», «Танцюю для тебе», «Майданс», «Зважені та щасливі». Працювала з шоубалетом Олени Коляденко «Freedom».
У 2006 році стала чемпіонкою світу з 10 танців серед молоді до 21 року, латиноамериканська програма (партнер — Володимир Гончаров), а також перемогла в шоу «Танці з зірками» (партнер — Володимир Зеленський).
У 2007 році перемогла на чемпіонаті України, 10 танців, молодь-2 (партнер — Володимир Гончаров); брала участь у проєкті «Танці з зірками — 3» (партнер — Максим Неліпа).
У 2008 році брала участь у проєкті «Танцюю для тебе» як хореографка. У 2009 році брала участь у проєкті «Танцюю для тебе — 2» з Василем Бондарчуком. Також у 2009 році брала участь у проєкті «Танцюю для тебе — 3: Битва хореографів» в якості одного з трьох хореографів і стала срібною призеркою.
У 2009 році разом із хореографом Дмитром Дікусаром створила шоубалет «Кітч».
У 2010 році стала головною хореографкою м. Києва в проєкті «Майданс».
З 11 жовтня по 29 листопада 2015 року була в журі шоу «Маленькі гіганти» на каналі 1+1.
У 2020 році почала брати участь у шоу «Танців із зірками» з Олегом Винником. Через хворобу на Covid-19 пару було дискваліфіковано за невихід на паркет двічі поспіль.

## Громадська діяльність
2014 року Олена Шоптенко взяла участь у зйомці для благодійного календаря «Щирі», присвяченого українському національному костюму та його популяризації. Проєкт було реалізовано зусиллями ТЦ «Домосфера» та комунікаційної агенції Gres Todorchuk. Усі кошти від реалізації календаря було передано на допомогу пораненим бійцям АТО до Київського військового шпиталю та центру волонтерства Українського католицького університету «Волонтерська сотня».
З початку повномасштабного вторгнення росії 2022 року запустила танцювально-терапевтичний проєкт HUSH! dance therapy, частина коштів з прибутку переказується прихистку для ВПО у Львові, фонду «Твоя Опора».

## Нагороди й досягнення
Майстер спорту міжнародного класу.
- У 2000 році разом із партнером Ігорем Григоровичем стала чемпіонкою Києва і вийшла у півфінал на турнірі German Open у Мангаймі.
- Чемпіонка світу з бальних танців серед молоді у 2006 році.
- Переможниця чемпіонату України у 2007 році.
- Переможниця шоу «Танці з зірками» з Володимиром Зеленським